# Ringkjøbing
L'amt de Ringkjøbing était un des amter du Danemark (département) avant la réforme de 2007 entérinant la création de régions.

## Géographie
L'amt de Ringkjøbing était situé sur la côte ouest du Jutland. Ringkjoebing, petit centre urbain situé près d'une lagune, aujourd'hui nommé Ringkøbing était le chef-lieu de l'amt.

## Organisation
Cette ancienne division dano-norvégienne, c'est-à-dire danoise et norvégienne, créée par décret royal en 1662 s'apparente à la juridiction du bailliage francophone ou du comté anglo-saxon. Le pouvoir régalien y était représenté par un fonctionnaire, à la fois magistrat et officier, et ses services. 
L'évolution de la gestion de la chose publique en a fait l'équivalent d'un département au cours du XIXe siècle.

## Faits divers
Selon une étude de Cambridge, Ringkjøbing est l'endroit où le bonheur serait le plus élevé du pays. (Libération, 22 septembre 2008, page 19.)

## Liste des municipalités
L'amt de Ringkjøbing était composé des municipalités suivantes :
- Aulum-Haderup
- Brande
- Egvad
- Herning
- Holmsland
- Holstebro
- Ikast
- Lemvig
- Ringkøbing
- Skjern
- Struer
- Thyborøn-Harboøre
- Thyholm
- Trehøje
- Ulfborg-Vemb
- Videbæk
- Vinderup
- Aaskov